# Tennistavolo ai Giochi della XXX Olimpiade
Le partite di tennistavolo dei Giochi della XXX Olimpiade si sono svolte tra il 28 luglio e l'8 agosto 2012 all'ExCeL Exhibition Centre di Newham.
Sono state assegnate medaglie nelle seguenti specialità:
- singolare maschile
- singolare femminile
- squadre maschile
- squadre femminile

## Calendario
| P | Preliminari | ¼ | Quarti di finale | ½ | Semifinali | F | Finale |

| Evento↓/Data →      | Sab 28 | Dom 29 | Lun 30 | Mar 31 | Mar 31 | Mer 1 | Gio 2 | Gio 2 | Ven 3 | Sab 4 | Dom 5 | Lun 6 | Mar 7 | Mer 8 |
| ------------------- | ------ | ------ | ------ | ------ | ------ | ----- | ----- | ----- | ----- | ----- | ----- | ----- | ----- | ----- |
| Singolare maschile  | P      | P      | P      | ¼      | ¼      | ¼     | ½     | F     |       |       |       |       |       |       |
| Squadre maschile    |        |        |        |        |        |       |       |       | P     | P     | ¼     | ½     |       | F     |
| Singolare femminile | P      | P      | P      | ¼      | ½      | F     |       |       |       |       |       |       |       |       |
| Squadre femminile   |        |        |        |        |        |       |       |       | P     | ¼     | ½     | ½     | F     |       |

## Podi

### Uomini
| Evento                        | Oro                              | Argento                                             | Bronzo                                               |
| Singolare maschile (dettagli) | Zhang Jike                       | Wang Hao                                            | Dimitrij Ovtcharov                                   |
| Squadre maschile (dettagli)   | Cina Wang Hao Zhang Jike Ma Long | Corea del Sud Oh Sang-Eun Ryu Seung-Min Joo Se-Hyuk | Germania Timo Boll Dimitrij Ovtcharov Bastian Steger |

### Donne
| Evento                         | Oro                               | Argento                                            | Bronzo                                      |
| Singolare femminile (dettagli) | Li Xiaoxia                        | Ding Ning                                          | Feng Tianwei                                |
| Squadre femminile (dettagli)   | Cina Ding Ning Guo Yue Li Xiaoxia | Giappone Ai Fukuhara Kasumi Ishikawa Sayaka Hirano | Singapore Feng Tianwei Li Jiawei Wang Yuegu |

## Medagliere
| Posizione | Paese         |   |   |   | Totale |
| --------- | ------------- | - | - | - | ------ |
| 1         | Cina          | 4 | 2 | 0 | 6      |
| 2         | Giappone      | 0 | 1 | 0 | 1      |
| 2         | Corea del Sud | 0 | 1 | 0 | 1      |
| 4         | Singapore     | 0 | 0 | 2 | 2      |
| 4         | Germania      | 0 | 0 | 2 | 2      |
| Totale    | Totale        | 4 | 4 | 4 | 12     |